# Prades (Pyrénées-Orientales)
Prades (katalanisch Prada) ist eine französische Kleinstadt und eine Gemeinde mit 6166 Einwohnern (Stand 1. Januar 2022) im Département Pyrénées-Orientales in der Region Okzitanien. Sie ist Verwaltungssitz des Arrondissements Prades und des Kantons Les Pyrénées catalanes; darüber hinaus ist es die Hauptstadt des Conflent. Neben der Amtssprache Französisch wird auch Katalanisch gesprochen. Seit 1939 lebte der weltberühmte Cellist Pablo Casals in Prades; er begründete dort in der Nachkriegszeit ein Festival mit zumeist international bekannten Musikern.

## Lage und Klima
Die ca. 50 km vom Mittelmeer entfernte Kleinstadt Prades liegt am Fluss Têt ca. 45 km (Fahrtstrecke) westlich von Perpignan am Fuß des gut 10 km (Luftlinie) südlich gelegenen Pic du Canigou in einer Höhe von ca. 355 m. Die Gemeinde hat einen Bahnhof an der Bahnstrecke Perpignan–Villefranche-de-Conflent. Das Klima ist gemäßigt bis mild; Regen (ca. 970 mm/Jahr) fällt überwiegend im Winterhalbjahr.

## Bevölkerungsentwicklung
| Jahr                       | 1800 | 1851 | 1901 | 1954 | 1999 | 2019 |
| Einwohner                  | 2152 | 3367 | 3835 | 5393 | 5800 | 6028 |
| Quellen: Cassini und INSEE |      |      |      |      |      |      |

Trotz der Reblauskrise im Weinbau und der zunehmenden Mechanisierung der Landwirtschaft wuchs die Bevölkerung der Kleinstadt im 20. Jahrhundert konstant.

## Wirtschaft
In früheren Jahrhunderten lebten die Bewohner der Gemeinde als weitgehende Selbstversorger von den Erträgen ihrer Felder und Gärten sowie von der Viehzucht. Seit den 1960er Jahren spielt die Vermietung von Ferienwohnungen (gîtes) eine immer wichtiger werdende Rolle. Prades gehört zum Weinbaugebiet Languedoc; die hier produzierten Weine werden über die Appellationen Côtes Catalanes und Pays d’Oc vermarktet.

## Geschichte
Das Tal des Têt wurde schon in der Vorgeschichte von Jägern und Sammlern durchstreift, doch erst mit den Römern begann die Erschließung und Entwicklung des stark bewaldeten Gebiets. Bis zum Jahr 725 stand das Gebiet von Septimanien unter der Kontrolle der Westgoten. Die sporadisch vorstoßenden Mauren hinterließen keine dauerhaften Spuren. Im Jahr 801 gründete Kaiser Karl der Große die Spanische Mark. Die erste Erwähnung des Ortsnamens Prata stammt aus dem Jahr 870. Im frühen Mittelalter gehörte das Gebiet zunächst zur Grafschaft Razès, dann zur Grafschaft Conflent; im Jahr 1118 fiel es an die Grafschaft Barcelona. In der frühen Neuzeit gehörte es zum Königreich Aragón und erst mit dem Pyrenäenfrieden (1659) fiel das gesamte Roussillon an Frankreich.

## Sehenswürdigkeiten

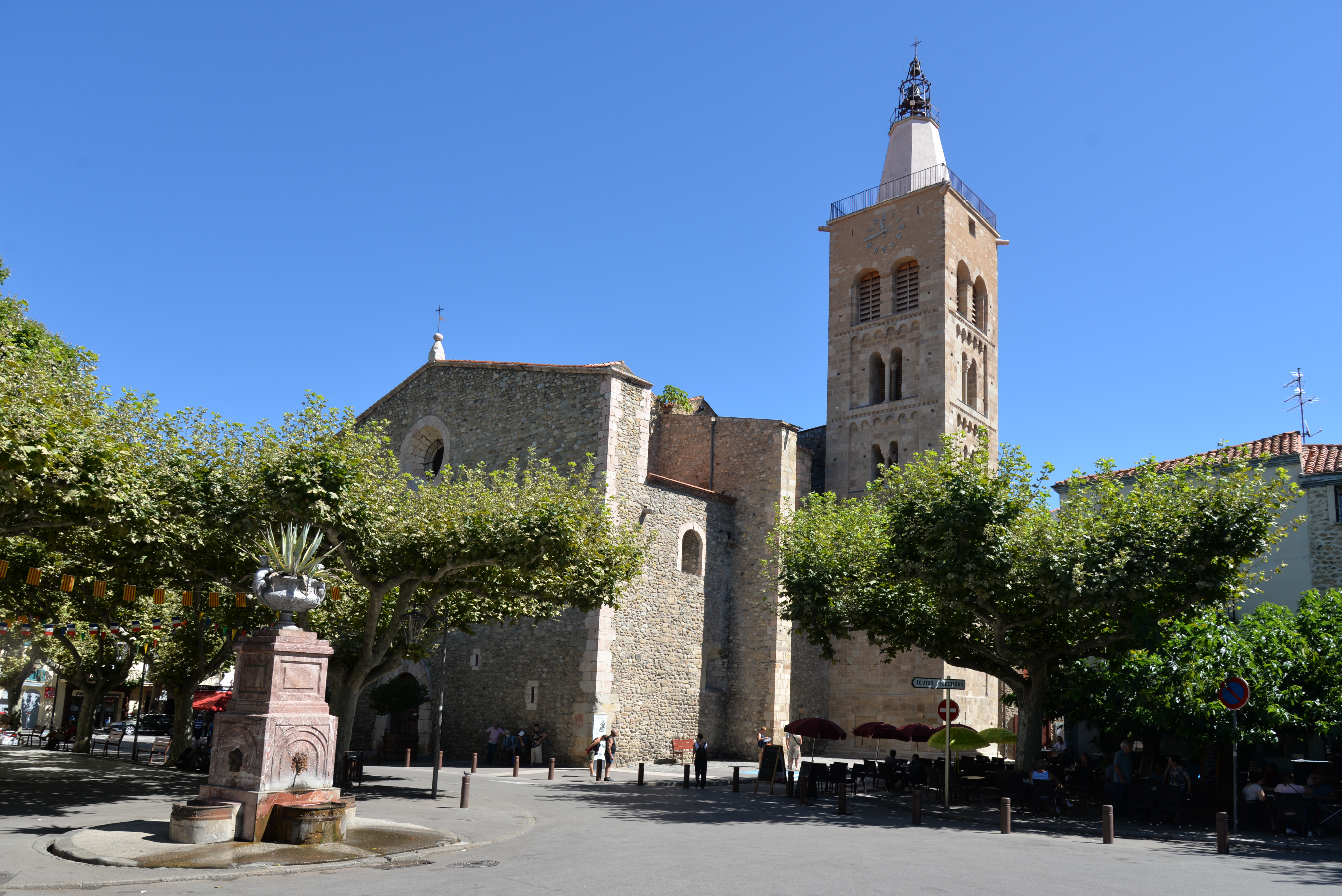
Prades – Eglise Saint-Pierre

- Die mittelalterlich aussehende, zum Teil aus Bruchsteinen gemauerte Eglise Saint-Pierre entstand – nach dem Abriss eines Vorgängerbaus – erst im 17. Jahrhundert; lediglich der im lombardischen Stil gehaltene Glockenturm (clocher) gehört noch dem 12. Jahrhundert an. Der riesige barocke Altarretabel ist einer der größten ganz Frankreichs. Weitere Schnitzaltäre finden sich in den Seitenkapellen des in gotischen Formen gehaltenen Kirchenschiffs. Eine Grablegungsgruppe mit ebenerdig stehenden und annähernd lebensgroßen Figuren entstand im 16./17. Jahrhundert. Die Kirche besitzt einen umfangreichen Kirchenschatz.[2]
- Das Rathaus (Hôtel de ville) ist in einer ehemaligen Villa (Château Pams) am Stadtrand untergebracht. Ein älterer Bau in der Stadt ist nicht mehr in Nutzung.

Umgebung

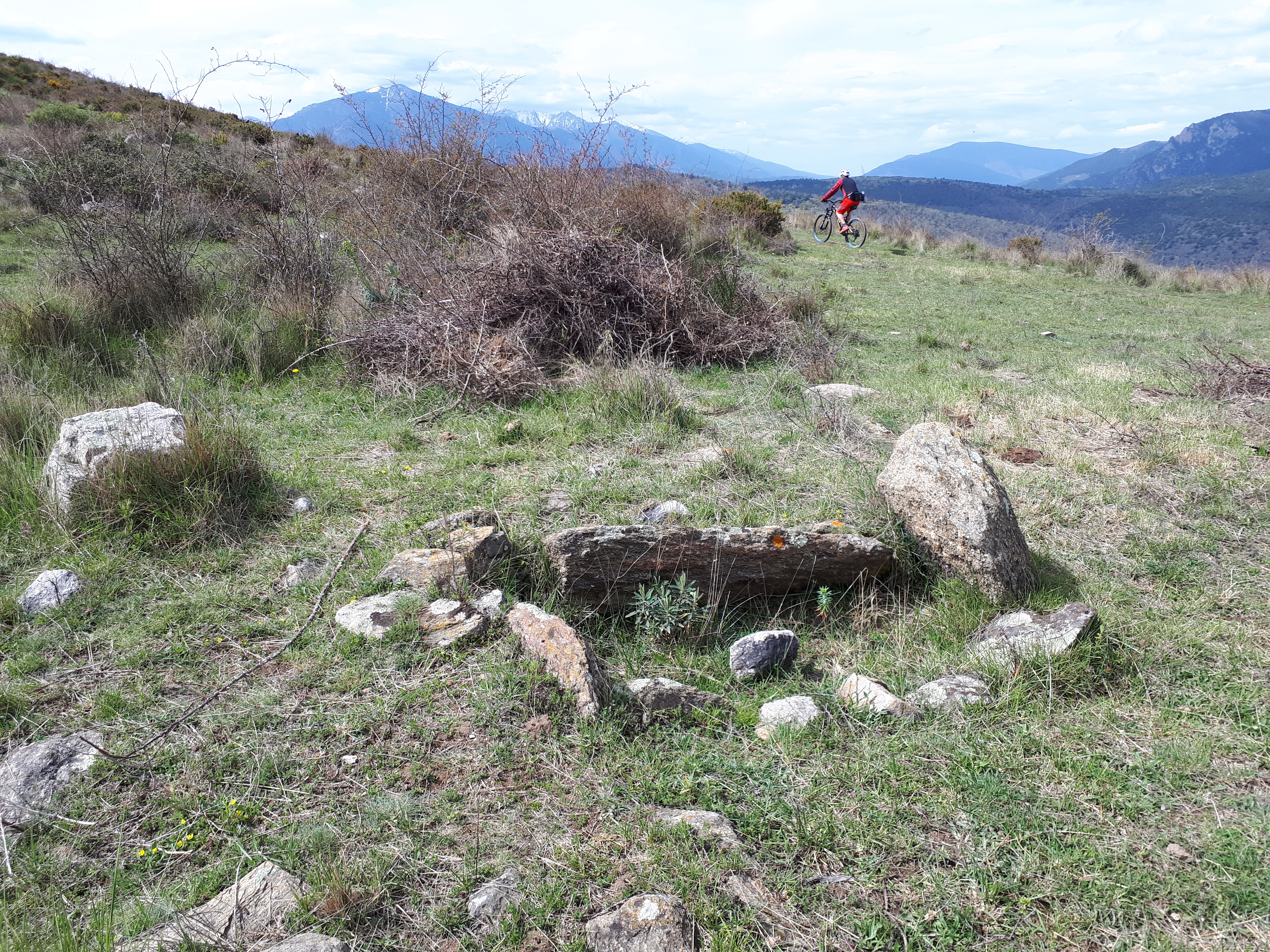
Dolmen von Bohera

- Nur gut 3 km südlich von Prades liegt der Dolmen de Bohera und die mittelalterliche Abtei Saint-Michel-de-Cuxa aus der zweiten Hälfte des 10. Jahrhunderts.

## Kultur
- Das auf Kammermusik spezialisierte Prades Festival wurde 1950 von Pablo Casals gegründet, als er zum Gedenken an den 200. Todestag von Johann Sebastian Bach bedeutende Musiker zum gemeinsamen Spiel einlud; Columbia Records veröffentlichte in der Folge Mitschnitte von diesen Casals-Konzerten. Im Jahr 1951 fand das Fest in Perpignan statt, kehrte jedoch im folgenden Jahr nach Prades zurück. Es wurde 1982 in Festival Pablo Casals umbenannt und findet jährlich in den Monaten Juli und August statt.
- Im Jahr 1959 wurde unter der Schirmherrschaft von René Clair das „Internationale Filmtreffen in Prades“ ins Leben gerufen, das in der dritten Juliwoche stattfindet.
- Im Jahr 1968, zu Zeiten des Franco-Regimes und der Unterdrückung Kataloniens, entstand die Idee einer katalanischen Sommeruniversität (Universitat Catalana d’Estiu) zur Förderung katalanischer Sprache und Kultur, die es seit 1969 jährlich gibt.

## Städtepartnerschaften
- Ripoll, Spanien, seit 1969
- Kitzingen, Deutschland, seit 1984
- Lousã, Portugal, seit 1991

## Persönlichkeiten

### Söhne und Töchter der Gemeinde
- Thomas Merton (1915–1968), Trappist und Mystiker
- Joseph Rous (1881–1974), Politiker
- Pierre Vincent Xambeu (1837–1917), Offizier und Insektenkundler

### Mit Prades verbunden
- Pau Casals (1876–1973), Cellist, lebte seit 1939 im Exil in Prades.
- In Prades starben die beiden Reformpädagogen Pitt (1904–1989) und Yvès (1903–1988) Krüger, die in der Nähe von Prades, in Mosset, La Coûme aufgebaut hatten, eine Einrichtung, die ursprünglich jungen Deutschen, die ab 1933 vor den Nazis aus Deutschland geflohen waren, helfen sollte. Die Krügers halfen später spanischen Bürgerkriegsflüchtlingen, unterstützen die Résistance und brachten schließlich ihr Anwesen in die gemeinnützige Stiftung Fondation Krüger ein, die weiterhin als Ort der Begegnung und der kulturellen Offenenheit besteht.
- Jean Castex (* 1965), war 2008–2020 Bürgermeister von Prades, seit 2020 französischer Premierminister